# Jogos Mundiais de Anões
Os Jogos Mundiais de Anões são um evento multi-esportivo mundial que envolve pessoas com nanismo, sendo o principal evento para atletas portadores deste tipo de "deficiência" do mundo.
Fazem parte do programa esportes como badminton, futebol, basquete, natação, vôlei, tênis de mesa, curling, bocha, arco e flecha, tiro esportivo, hóquei, entre outras. Pelas regras, só podem participar atletas que tenham até 1,50m.

## Edições
| Edição | Ano  | Sede         | País             | Países Participantes | Atletas |
| ------ | ---- | ------------ | ---------------- | -------------------- | ------- |
| I      | 1993 | Chicago      | Estados Unidos   | 10                   | 165     |
| II     | 1997 | Peterborough | Inglaterra       | 6                    | 83      |
| III    | 2001 | Toronto      | Canadá           | 8                    | 250     |
| IV     | 2005 | Paris        | França           | 14                   | 136     |
| V      | 2009 | Belfast      | Irlanda do Norte | 12                   | 250     |
| VI     | 2013 | East Lansing | Estados Unidos   | 17                   | 395     |